# 佐世保市立福石小学校
佐世保市立福石小学校（させぼしりつ ふくいししょうがっこう）は、長崎県佐世保市大宮町にある公立小学校。

## 概要
歴史
1924年（大正13年）に「福石尋常小学校」として創立。現校名となったのは学制改革が行われた1947年（昭和22年）。2014年（平成26年）に創立90周年を迎えた。
校区
住所表記で佐世保市の後に「東山町、大和町（元三組）、大宮町、前畑町、干尽町（一部を除く）、大黒町（住宅）、沖新町」が続く地域。中学校区は佐世保市立福石中学校。
なお、佐世保市福石町の小学校区は佐世保市立潮見小学校。
校章
桜の花弁を図案化したものを背景にして中央に校名の「福石」の文字（縦書き）を置いている。
校歌
作詞は田端広一郎、作曲は高田信一による。歌詞は3番まであり、2番と3番に校名の「福石校」が登場する。

## 沿革
- 1924年（大正13年）9月 - 福石免字崎辺海軍墓地下に東彼杵郡日宇村立の「福石尋常小学校」が創立（尋常科6年）。
  - 日宇尋常小学校から福石・木風・崎辺地区の児童が転入。
- 1927年（昭和2年）4月1日 - 日宇村が佐世保市と合併したことにより、佐世保市立の小学校となる。
- 1928年（昭和3年）- 校旗と校歌を制定。
- 1929年（昭和4年）5月 - 潮見尋常小学校の新設により、福石免1000番地以上の児童が転出。
- 1932年（昭和7年）10月 - 校地を拡張。木造新校舎が完成。
- 1936年（昭和11年）5月 - 校舎を増築。
- 1939年（昭和14年）4月1日 - 校区の改定により、東浜町の児童100名が日宇尋常小学校から転入。
- 1940年（昭和15年）9月 - 木風尋常小学校の新設により、木風・藤原・福石・稲荷地区の児童計700名が転出。
  - 東浜町の児童が日宇尋常小学校に転出。
- 1941年（昭和16年）4月1日 - 国民学校令の施行により、「佐世保市福石国民学校」に改称。尋常科を初等科に改める。
- 1942年（昭和17年）1月 - 保育室を設置。
- 1945年（昭和20年）
  - 4月 - 大和町の児童が日宇国民学校から転入。
  - 6月29日 - 佐世保大空襲により校舎を焼失。公会堂や寺院での分散授業を余儀なくされる。
  - 9月 - 西天神町の旧工員宿舎を仮校舎として授業を再開。
- 1947年（昭和22年）4月1日 - 学制改革により、「佐世保市立福石小学校」（現校名）となる。
- 1948年（昭和23年）
  - 4月 - 校舎建設第一期工事が完了し、4年生から6年生を収容。
  - 9月 - 校舎建設第二期工事が完了し、1年生から3年生を収容。
- 1949年（昭和24年）5月 - 校舎建設第三期工事が完了。
- 1950年（昭和25年）4月 - 校区の改定により、大宮町の児童4年生から6年生が木風小学校に転出。
- 1951年（昭和26年）- 大宮町の児童1年生から3年生が木風小学校に転出。東浜町の児童が日宇小学校から転入。
- 1953年（昭和28年）4月1日 - 佐世保市立天神小学校を分離。
- 2004年（平成16年）4月 - 2学期制を導入。
- 2022年（令和4年）4月- 3学期制に戻る。

## 交通アクセス
最寄りの鉄道駅
- JR九州 佐世保線、松浦鉄道 西九州線「佐世保駅」
- JR九州 佐世保線 「日宇駅」

最寄りのバス停
- 西肥バス（させぼバスも含む）「福石小学校上」 「大宮町」 「天神二丁目入口」バス停

## 周辺
- 護国寺
- 九品院
- 十八親和銀行大宮支店
- 十八親和銀行大宮中央支店
- 東公園

## 参考資料
- 「佐世保市史 教育篇」（1982年（昭和57年）5月20日発行、佐世保市 市史編さん室）p.643 -